# 윈 민
윈 민(버마어: ဝင်းမြင့်, 1951년 11월 8일 ~ )은 미얀마의 정치인으로 2018년 3월 30일부터 2021년 2월 1일까지 미얀마의 제10대 대통령을 지냈다. 그는 2021년 미얀마 쿠데타로 공직에서 물러났다. 2012년부터 2018년까지 하원 의원을 지냈다. 2016년부터 2018년까지 미얀마 하원의장을 역임했다. 윈 민은 아웅산수찌 국무장관의 중요한 동맹국이자 자리주자로 여겨졌으며, 아웅산수찌 여사는 실제 정부 수반을 지냈으나 헌법상 대통령직에서 제외되었다.

## 어린 시절 및 교육
윈 민은 버마 에야와디 관구 더누뷰에서 태어났다. 그는 양곤 대학교에서 지질학 학사 학위를 받았다. 그는 초 초와 결혼했으며 부부 사이에는 1명의 딸 피피 씽 시티 마트 홀딩스 선임고문이 있다.

## 정치 경력

### 1988년 봉기와 1990년 선거
양곤 대학교 지질학과를 졸업한 윈 민은 1981년 고등법원 부장판사가 되었고 미얀마 대법원의 변호사가 되었다. 1985년, 그는 고등법원의 옹호자가 되었다. 그는 8888 항쟁에서 자신의 역할로 수감되었고, 그를 만난 몇몇 사람들에 의해 다소 폐쇄적인 책으로 묘사되었다.
이후 군부가 무효화시킨 1990년 미얀마 총선거에 맞춰 그는 에야와디 관구의 더누뷰묘에 성공적으로 출마하여 20,388표(투표의 56%)의 과반수를 얻었으나, 그의 의석을 차지하는 것은 허락되지 않았다.

## 대통령직
2018년 4월 17일, 윈 민은 외국인 51명과 정치범 36명을 포함한 8,500명의 죄수들을 사면하였다.
2021년 2월 1일 윈 민은 네피도에서 민주당 당수 아웅산수찌 여사를 포함한 동료 의원들과 함께 군부에 의해 구금되었다. 그의 대통령직은 군사 독재자 민아웅라잉로부터 취소되었고 부통령인 민 쉐로 교체되었다.
이후 2021년 2월 4일, 윈 민은 코로나19 범유행 기간 동안 집회를 금지하는 규정을 위반한 혐의로 2주간의 구속 기소되었다.

## 역대 선거 결과
| 선거명      | 직책명                     | 대수 | 정당         | 득표율 | 득표수 | 결과 | 당락 |
| ----------- | -------------------------- | ---- | ------------ | ------ | ------ | ---- | ---- |
| 2018년 선거 | 미얀마 연방공화국의 대통령 | 10대 | 국민민주연맹 | 63.97% | 403표  | 1위  |      |